# Duncan Cole
Duncan Cole (12. července 1958 Birkenhead – 21. května 2014 Auckland) byl novozélandský fotbalový záložník. Zemřel 21. května 2014 ve věku 55 let na rakovinu.

## Fotbalová kariéra
Byl členem novozélandské reprezentace na Mistrovství světa ve fotbale 1982, nastoupil ve všech 3 utkáních. Za reprezentaci Nového Zélandu nastoupil v letech 1978–1988 v 58 utkáních a dal 4 góly. Na klubové úrovni hrál za novozélandský tým North Shore United AFC a v Austrálii za Canberra City FC.